# Aspila distincta
Aspila distincta är en fjärilsart som beskrevs av William Schaus 1898. Aspila distincta ingår i släktet Aspila och familjen nattflyn. Inga underarter finns listade i Catalogue of Life.